# José Miguel Barbany
José Miguel Barbany (nacido en 1970) es un deportista español que compitió en triatlón. Ganó una medalla de bronce en el Campeonato Europeo de Triatlón de 1997.

## Palmarés internacional
| Campeonato Europeo | Campeonato Europeo   | Campeonato Europeo | Campeonato Europeo |
| Año                | Lugar                | Medalla            | Prueba             |
| ------------------ | -------------------- | ------------------ | ------------------ |
| 1997               | Vuokatti (Finlandia) | Medalla de bronce  | Individual         |